# میل کریک تاونشیپ، شهرستان مدیسون، آرکانزاس
میل کریک تاونشیپ (به انگلیسی: Mill Creek Township) یک منطقهٔ مسکونی در ایالات متحده آمریکا است که در آرکانزاس قرار دارد. میل کریک تاونشیپ ۶۱۰ نفر جمعیت دارد.